# Jakabfalvy Gyula
Jakabfalvai Jakabfalvy Gyula (Gagybátor (Abaúj-Torna megye), 1828. július 7. – Budapest, 1895. február 13.) királyi kúriai bíró.

## Életpályája
Jakabfalvy Ferenc megyei aljegyzőnek és thuriki Thuránszky Teréziának fia. Tanulmányait Lőcsén, Késmárkon, Eperjesen, Sárospatakon és a pesti egyetemen végezvén, letette az ügyvédi vizsgát. Az 1848-49. évi szabadságharcban mint honvédtüzér vett részt és sebet is kapott. 1867-ben királyi táblai fogalmazó, 1889-ben táblai bíró, 1892-ben kúriai bíró volt; később nyugalomba vonult.
Nevét, úgy a többi Jakabfalvyakét is többször Jakabfalvaynak írják.
Cikkei a Pesti Hirnökben (1861. 29. sz. Választási qualificatio), a Sürgönyben (1862. 111. és 115. sz. Két fejedelmi arczkép jogi keretben, 115., 116., 121. sz. könyvism.), a Nővilágban (1862. A nők befolyása a társadalomra), az Ország-Tükrében (1864. Hermogenes egy csodálatraméltó szónok emléke), a Főv. Lapokban (1864. Pope a franczia kritika törvényszéke előtt), a Törvényszéki Csarnokban (1867. 77. és köv. sz. A codificatio alkalmából, 1869. jan. 8. és 12. könyvism.); a Jogtudományi Szemlében (1869. Igazságszolgáltatásunk reformkérdéséhez).

## Munkája
- Xenophon mint államgazda. Pest, 1862.

Kiadta nagybátyjának Jakabfalvy Andrásnak Egyházi politika c. munkáját (Bpest, 1886) és életrajzot is írt hozzá.